# Lánchajtás

Görgős lánc és lánckerék

A lánchajtás a mechanikai energia átvitelének egy módja két párhuzamos tengely között. A két tengelyre lánckerék van szerelve, melyeknek fogaiba alkalmasan készített lánc illeszkedik, a nyomatékátvitel a lánc segítségével történik. Gyakran használják járművek, különösen kerékpárok és motorkerékpárok hajtására, de ezen kívül igen sok más helyen is alkalmazzák.
Leggyakrabban a külön erre a célra kialakított csapos, hüvelyes vagy görgős láncot használják hajtóláncként, melyhez különleges kialakítású lánckerekeket építenek be. Szemeslánc hajtóláncként való használata megoldható, de zajossága, egyenlőtlen üzeme és bonyolult gyárthatósága miatt ritkán alkalmazzák. Néha a láncot nem tengelyek folyamatos meghajtására, hanem terhek felemelésére vagy egyszerű, korlátozott távolságokra való mozgatásra használják. Legtöbbször azonban a lánc végtelenített és két lánckerékhez, a hajtó és hajtott lánckerékhez kapcsolódik, máskor egyszerre több hajtott lánckeréken van átvetve és egyidejűleg több tengelyt hajt meg. Vannak olyan lánckerekek, melyeken teljesítményátadás nem történik, csak a lánc feszesen tartása céljából építik be a rendszerbe, ezek a láncfeszítő görgők. Ha a hajtó és hajtott kerék fogszáma eltérő, a lánckerekek szögsebessége és fordulatszáma a fogszámokkal fordítva arányos (mivel a kerületi sebességük megegyezik):

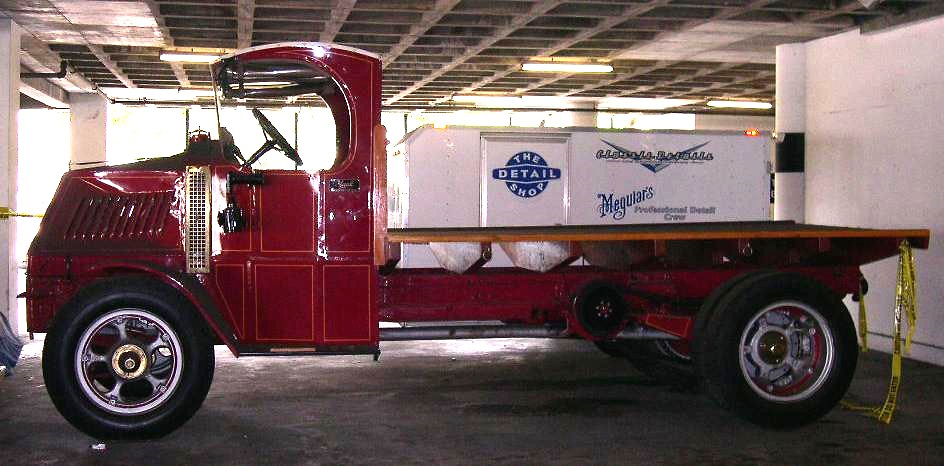
Muzeális Mack teherautó, a hátsó kerék előtt látható láncmeghajtással

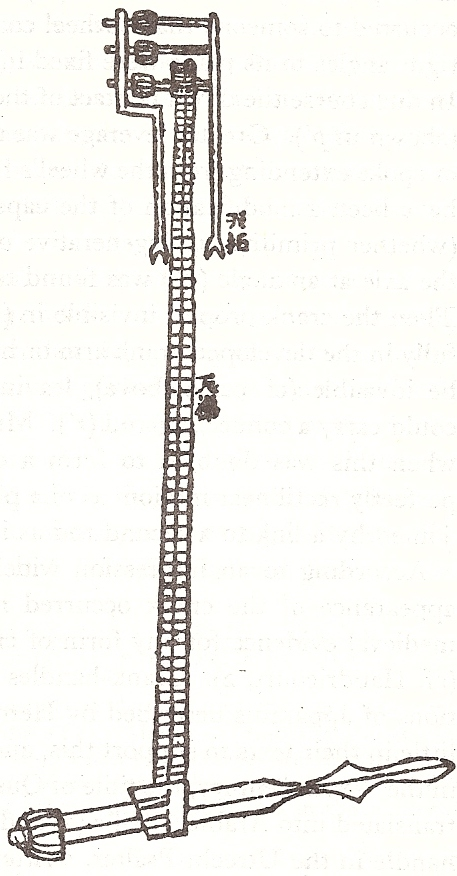
A végtelenített lánchajtás legkorábbi ismert ábrázolása a kínai Szu Szung 1092-ben írt könyvéből, melyben ismerteti Kajfeng város óratornyát

Szemeslánc hajtás

Görgőslánc hajtás

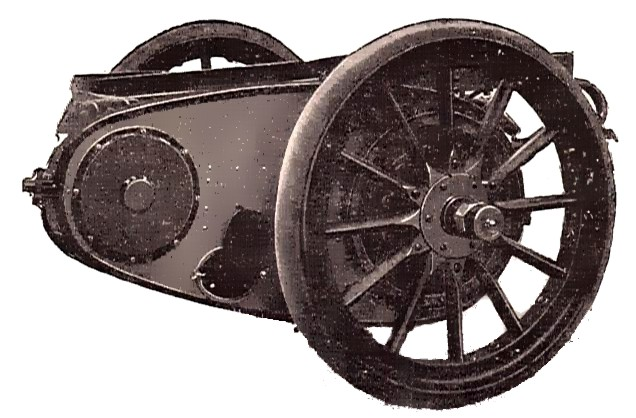
Gépkocsi lánchajtás 1912-ből

{\displaystyle v=\omega _{1}\cdot r_{1}=\omega _{2}\cdot r_{2}\,},
ebből:
{\displaystyle i={\frac {\omega _{1}}{\omega _{2}}}={\frac {z_{2}}{z_{1}}}={\frac {M_{1}}{M_{2}}}},
ahol
{\displaystyle v\,} ................a láncsebesség és a lánckerekek kerületi sebessége,
{\displaystyle r_{,}\ r_{2}\,} ..........a hajtó és hajtott lánckerék sugara,
{\displaystyle \omega _{1},\ \omega _{2}\,} .....a hajtó és hajtott lánckerék szögsebessége,
{\displaystyle n_{1},\ n_{2}\,} .....a hajtó és hajtott lánckerék fordulatszáma,
{\displaystyle z_{1},\ z_{2}\,} .......a hajtó és hajtott lánckerék fogszáma,
{\displaystyle M_{1},\ M_{2}\,} ..a hajtó és hajtott tengely forgatónyomatéka.

## Története
Ismereteink szerint lánchajtást legrégebben a polüboloszban alkalmazták, melyet az i. e. 3. században Bizánci Philon görög mérnök írt le. A polübolosz ismétlő számszeríj volt, melyben két fogaslánc csatlakozott egy csörlőhöz, ennek ismételt előre-hátra forgatása kilőtte a nyílvesszőt és önműködően újratöltötte, amíg a tár ki nem ürült. Mindenesetre ez a lánc nem valósított meg folytonos hajtást egyik tengelyről a másikra, ezért nem tekinthető a lánchajtás közvetlen elődjének.
Az első folyamatos lánchajtást a kínai Szung-dinasztia (960–1279) idejében alkalmazta Szu Szung (Su Song) (1020–1101), aki asztronómiai óratornyának armilláris gömbjét és azokat a figurákat mozgatta vele, melyek a nap egyes óráit szimbolizálták és adott időben gongokat és dobokat ütöttek meg. A lánchajtás a vízóra-torony tartályából táplált vízkerékről hajtotta az óra szerkezetét.
A végtelenített hajtóláncot Európában az előbbitől függetlenül Jacques de Vaucanson találta fel 1770-ben, aki egy selyemgombolyítóban alkalmazta. Elsőként J. F. Tretz építette be a lánchajtást kerékpárba 1869-ben.

## Üzemi jellemzők
A lánchajtással forgómozgást lehet átvinni két nagyobb tengelytávolságú párhuzamos tengely között nagy áttétellel és csúszásmentesen, mindemellett a kapcsolat rugalmas marad. A lánckerék fogai és a lánc közötti kényszerkapcsolat következtében az áttétel pontos és állandó. A lánchajtással általában legfeljebb 150-200 kW teljesítmény vihető át. A szokásos láncsebesség 7–8 m/s, gépjárművek vezértengely hajtásánál használt láncoknál a tervezett rövidebb élettartam és jó minőségű láncok alkalmazása folytán 20–25 m/s is lehet. A hatásfok megfelelő kenés esetén 97-98%, hüvelyes láncoknál 94-96%. A lánc hosszú élettartamú, üzembiztos hajtást valósít meg.

## Előnyök-hátrányok
A szíjhajtással szemben előnye, hogy melegre, nedvességre érzéketlen, nem csúszik, nincs szlip, kis előfeszítés szükséges, a csapágyakat kisebb erő terheli. A fogaskerékhajtásnál olcsóbb, karbantartása egyszerűbb.
Hátránya, hogy kis fogszámú hajtókeréknél a láncsebesség nem egyenletes, emiatt dinamikus hatások érik a hajtó és a hajtott gépet.

## Alkalmazása

### Kerékpár

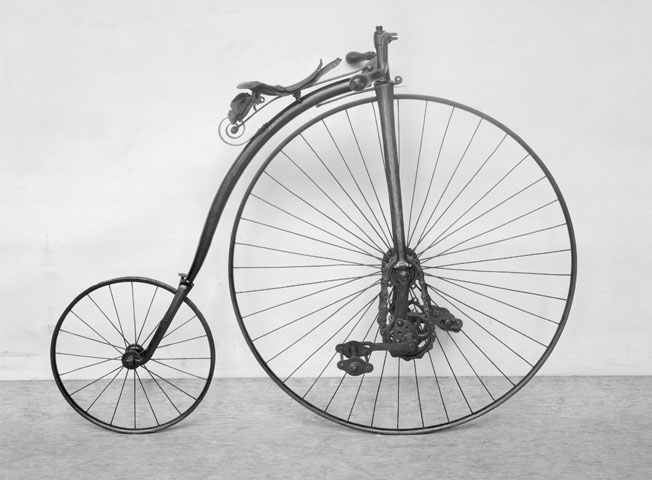
Velocipéd

A lánchajtás a legfontosabb szerkezeti egység, mely az 1885-től máig épített kerékpárokat a velocipédtől megkülönbözteti. A velocipéden az első óriási keréken voltak a pedálok, amelyek közvetlenül hajtották meg a kerékpárt. A nagy átmérőre azért volt szükség, hogy a hajtás alkalmazkodjék a kerékpáros fiziológiai adottságaihoz. Az ilyen kerékpárokra azonban nehéz volt fel- és leszállni, és komoly sérülések érhették a magas nyeregből esetleg leeső embert. Ezért vezették be a lánchajtású kerékpárt, mely azonnal népszerűvé vált. Ezt a kerékpáros ugyanolyan erővel és sebességgel hajthatja, mint a velocipédet, de annak hátrányai nélkül.

### Motorkerékpár
Motorkerékpároknál a lánchajtás, szíjhajtás és kardántengely között kell választani. A legtöbb esetben lánchajtást alkalmaznak.

### Gépkocsi
A gépkocsik fejlődésének korai szakaszában a kerekek lánccal való meghajtása igen gyakori megoldás volt. Ez sokáig vetélytársa volt a Panhard-rendszernek, mely merev tengelyt és kardáncsuklót alkalmazott. A lánchajtásos rendszer egy vagy több görgős láncot használt a differenciálműtől a hátsó tengelyekig. Ez a megoldás lehetővé tette a hátsó tengely nagy függőleges mozgását (például kátyúkon áthaladáskor), és egyszerűbb szerkezet volt, mint a merev kardántengely beépítése jól működő kerékfelfüggesztéshez. Ezen kívül a kerékkel együtt mozgó rugózatlan tömeg kisebb volt, mint a kardántengelyes megoldásnál, emiatt a gumiabroncsok élettartama megnőtt.
Frazer Nash erősen propagálta a láncszíjhajtást. A Frazer Nash lánchajtási rendszer igen hatékony volt, nagyon gyors sebességváltást tett lehetővé. Ezzel a rendszerrel az 1920-as és 1930-as években egész sor sikeres versenyautó épült.
Az utolsó népszerű lánchajtású gépkocsi az 1960-as években gyártott Honda S800 volt.

### Belsőégésű motorok
Otto- és dízelmotorok szelepeinek mozgatását egy vezértengelyen kialakított bütykök mozgatják. A vezértengely fordulatszáma négyütemű motoroknál a forgattyús tengely fordulatszámának pontosan fele kell legyen. A bütyköstengely hajtását általában görgőslánccal vagy fogasszíjjal oldják meg.